# Jeremy Swift
Jeremy Paul Swift (nascido em 27 de junho de 1960) é um ator inglês. Estudou teatro na Guildford School of Acting de 1978 a 1981 e trabalhou quase que exclusivamente com teatro durante a década de 1980, colaborando com companhias como a Kick Theatre de Deborah Warner e o grupo de comédia performática The People Show. Durante esse período, ele também apareceu em vários comerciais de televisão. Na década de 1990, atuou no Royal National Theatre ao lado de David Tennant e Richard Wilson na produção de Phyllida Lloyd de What the Butler Saw.
Swift atuou em filmes como o mistério de assassinato de Robert Altman, Gosford Park (2001), o drama histórico de Michael Apted, Amazing Grace (2006), e o filme de aventura familiar O Retorno de Mary Poppins (2018). Ele também apareceu em Vanity Fair (1998), Foyle's War (2013-2015), Downton Abbey (2013-2015), The Durrells (2016) e National Treasure (2016). Em 2021, ele foi indicado ao Primetime Emmy Award de Melhor Ator Coadjuvante em Série de Comédia por sua atuação em Ted Lasso por sua interpretação de Leslie Higgins.

## Biografia e carreira
Swift nasceu em 27 de junho de 1960 em Stockton-on-Tees, no condado de Durham. Seus pais eram professores de música. Na década de 2000, Swift apareceu em Gosford Park, interpretando Arthur, e em Oliver Twist, de Roman Polanski, como o Sr. Bumble. Para a BBC3, ele interpretou Barry no sucesso cult The Smoking Room e teve um sucesso teatral com Abigail's Party, a última produção do antigo Hampstead Theatre e sua mais longa transferência para o West End.
Em 2009, ele desempenhou o papel principal na história real do falsificador de arte Shaun Greenhalgh em The Antiques' Rogue Show para a BBC2 com Liz Smith e Peter Vaughn, The Deacon em uma adaptação cinematográfica do conto de Anton Chekhov The Duel e apareceu em Canoe Man, um drama de TV de 2010 baseado no caso de desaparecimento de John Darwin.
Ele estrelou o longa-metragem independente britânico Downhill, uma comédia sobre quatro homens tentando a caminhada de costa a costa de Alfred Wainwright, lançada em 2014.
Swift também é compositor e seu trabalho inclui a trilha sonora de Werewolves: The Dark Survivors (Wide-eyed Entertainment) para o canal Discovery e a ITV global.
Na ITV, Swift interpretou Septimus Spratt, o mordomo da Condessa Viúva, em Downton Abbey por três temporadas e foi vista como Dennis, criado da Condessa Mavrodaki (Leslie Caron) nos episódios 3 a 6 de The Durrells. Ele também interpretou o agente eleitoral Glenvil Harris nas duas últimas temporadas de Foyle's War. Ele interpretou Gooding em Mary Poppins Returns, lançado em 2018.
Em 2020, ele desempenhou o papel de Leslie Higgins no programa da Apple TV+, Ted Lasso, pelo qual recebeu uma indicação ao Primetime Emmy Award de Melhor Ator Coadjuvante em Série de Comédia em 2021.

## Filmografia

### Filme
| Ano  | Título                       | Papel                  | Notas                      |
| ---- | ---------------------------- | ---------------------- | -------------------------- |
| 1985 | Mr. Love                     | Boy in Projection Room |                            |
| 2001 | Dark Blue World              | Cpl. Pierce            |                            |
| 2001 | Gosford Park                 | Arthur                 |                            |
| 2003 | To Kill a King               | Earl of Whitby         |                            |
| 2005 | Oliver Twist                 | Mr. Bumble             |                            |
| 2006 | Amazing Grace                | Richard the Butler     |                            |
| 2006 | Are You Ready for Love?      | James                  |                            |
| 2007 | Boy A                        | Dave                   |                            |
| 2007 | Fred Claus                   | Bob Elf                |                            |
| 2010 | The Duel                     | Deacon                 |                            |
| 2014 | Downhill                     | Steve                  |                            |
| 2015 | Jupiter Ascending            | Vassily Bolotnikov     |                            |
| 2017 | Gun Shy                      | Charlie                |                            |
| 2018 | Mary Poppins Returns         | Gooding / Badger       | Voz                        |
| 2024 | 10 Lives                     | Happy                  | Voz                        |
| 2024 | Descendants: The Rise of Red | Diretor Merlin         |                            |
| 2024 | The Imaginary                | Mr. Bunting            | Voz                        |
| 2025 | Snow White                   | Doc                    | Voz e captura de movimento |

### Televisão
| Título       | Ano                           | Papel                               | Notas                                       |
| ------------ | ----------------------------- | ----------------------------------- | ------------------------------------------- |
| 1991         | Paul Merton: The Series       | Shoplifting Customer                | Episódio: "#1.3"                            |
| 1991         | An Actor's Life For Me        | Waldemar Krystoff                   | Episódio: "Night of the Living Dead"        |
| 1995–1996    | Next of Kin                   | Ant                                 | 4 episódios                                 |
| 1996         | Dalziel and Pascoe            | Dave Fernie                         | Episódio: "A Clubbable Woman"               |
| 1997–1998    | Blind Men                     | Graham Holdcroft                    | Papel principal                             |
| 1997, 1998   | The Grand                     | David Jeffries                      | 2 episódios                                 |
| 1998         | Roger Roger                   | Vicar                               | Episódio: "There Are No Minicabs in Heaven" |
| 1998         | The Bill                      | Graham Thornley                     | Episódio: "Solicitous"                      |
| 1998         | Vanity Fair                   | Jon Sedley                          | 4 episódios                                 |
| 1999         | Miami 7                       | Stewart                             | Episódio: "Take Off"                        |
| 1999         | Bostock's Cup                 | Sam Tilton                          | Telefilme                                   |
| 1999         | A Christmas Carol             | Mr. Williams                        | Telefilme                                   |
| 2000         | The 10th Kingdom              | Ball Guest                          | Episódio: "#1.9"                            |
| 2001         | Barbara                       | Eric                                | Episódio: "Wedding"                         |
| 2002         | Bertie and Elizabeth          | Royal Page                          | Telefilme                                   |
| 2004         | The Alan Clark Diaries        | Nigel Lawson                        | Episódio: "Defence of the Realm"            |
| 2004–2005    | The Smoking Room              | Barry                               | Papel principal                             |
| 2004; 2017   | Casualty                      | Noah Fitch Lionel Withers           | 2 episódios                                 |
| 2005         | 55 Degrees North              | Jeremy Fenwick                      | Episódio: "#2.3"                            |
| 2006–2019    | Doctors                       | Various                             | Papel recorrente                            |
| 2007–2009    | M.I. High                     | Silas Fenton                        | 2 episódios                                 |
| 2009         | Red Dwarf                     | Noddy                               | Episódio: "Back to Earth (Part Two)"        |
| 2009         | EastEnders                    | Adrian                              | 2 episódios                                 |
| 2009         | Garrow's Law                  | William Grove                       | Episódio: "#1.1"                            |
| 2010         | On Expenses                   | Ben Leapman                         | Telefilme                                   |
| 2011         | Holby City                    | Jim Fortune                         | Episódio: "Wise Men"                        |
| 2012         | The Royal Bodyguard           | Hotel Manager                       | Episódio: "A Watery Grave"                  |
| 2012         | One Night                     | Dominic                             | Episódio: "Carol"                           |
| 2013         | Being Human                   | Emil                                | Episódio: "The Trinity"                     |
| 2013         | Count Arthur Strong           | Colin                               | Episódio: "The Radio Play"                  |
| 2013–2015    | Foyle's War                   | Glenvil Harris                      | Papel recorrente                            |
| 2013–2015    | Downton Abbey                 | Septimus Spratt                     | Papel recorrente                            |
| 2014         | The Crimson Field             | Quartermaster Sergeant Reggie Soper | Minissérie                                  |
| 2015         | Inspector George Gently       | Stuart MacMillan                    | Episódio: "Gently with the Women"           |
| 2016         | Houdini & Doyle               | Dr. Henry Whitaker                  | Episódio: "The Curse of Korzha"             |
| 2016         | The Durrells                  | Dennis                              | 4 episódios                                 |
| 2016         | National Treasure             | Simon                               | 2 episódios                                 |
| 2016         | The Moonstone                 | Dr. Candy                           | 4 episódios                                 |
| 2017         | Strike                        | Owen Quine                          | 2 episódios                                 |
| 2018         | Plebs                         | Antonius                            | Episódio: "The Marathon"                    |
| 2018         | Wanderlust                    | Neil Bellows                        | 4 episódios                                 |
| 2019         | Doc Martin                    | Miles Green                         | Episódio: "The Shock of the New"            |
| 2020–Present | Ted Lasso                     | Leslie Higgins                      | Papel principal                             |
| 2024         | Sweetpea                      | Norman                              | 6 episódios                                 |
| 2024         | All Creatures Great and Small | Mr Bosworth                         | Temporada 5                                 |